# Папа, мама, моя жена и я
«Папа, мама, моя жена и я» — французская кинокомедия с Луи де Фюнесом, продолжение фильма «Папа, мама, служанка и я» (1954).

## Сюжет
Робер и Катрин возвращаются домой после свадебного путешествия. Через некоторое время у них рождаются близнецы, из-за чего всё в доме переворачивается вверх дном. Катрин с трудом ладит со своей свекровью, у которой конечно же совсем другие представления о правильном воспитании. Кроме того, в семье появляются и другие проблемы: хозяин дома, в котором они живут, решает распродать квартиры, и им грозит выселение, если они не смогут купить свою квартиру. Денег же на покупку у них нет, поскольку отца Робера только что отправили на пенсию. Чтобы лишить новых хозяев квартиры права выселить их, им необходимо иметь минимум троих детей. Так в семье появляется вторая пара близнецов. Посвятив себя воспитанию детей, Катрин замечает, что Робер теряет к ней интерес. Тогда, чтобы вызвать у него ревность, она делает вид, что имеет тайного воздыхателя, посылающего ей один букет за другим. А ревнивый Робер, чтобы не остаться в долгу, флиртует с цветочницей.
Отец же Робера озабочен совсем другим. Он хочет последовать примеру своего соседа мсье Коломеля (Луи де Фюнес) и построить дом за городом, поближе к природе. Один из его друзей помогает ему купить участок, и строительство дома начинается…

## В ролях
- Луи де Фюнес — мсьё Каломель, сосед семьи Ланглуа
- Робер Ламурё — Робер Ланглуа, сын, юрист
- Габи Морле —  Габриель Ланглуа, мать
- Фернан Леду — Фернан Ланглуа, отец
- Николь Курсель — Катрин Ланглуа, жена Робера
- Элина Лабурдетт — Маргаритта, флорист
- Жан Тиссье — мсьё Петито, бывший юрист, консультант по недвижимости
- Роберт Роллис — Леон, друг Робера
- Рене Пассер — мадам, осматривающая квартиру
- Люк Андриё — уборщик
- Милен Демонжо — женщина

## Интересные факты
- Луи де Фюнес снова играет соседа, господина Коломеля, но в этом фильме его роль более значима.